# Объективное добро
Объективное добро — катахреза, составленная из субъективной оценочной категории и характеристики, выводящая эту категорию из субъективного поля.
Обозначает идеальный объект, являющийся добром «ни для кого», в отсутствие субъекта, способного этот объект оценить.
Концепция гедонизма в интерпретации Дж. Мура определяет объективное добро как удовольствие.
Свойство объективности добра часто ошибочно воспринимается как свойство истинности суждения, а субъективность — как его ложность.
Разные религии либо признают объективное добро свойством бога или одного из богов, либо дают противоречивые критерии, либо отрицают объективность добра и зла.
В христианстве объективным добром считается то, что согласуется с божьей волей.
Обычно в центре ценностного поля объективного добра находится сам говорящий, затем его окружение, а затем — весь остальной мир. Граница между добром и злом находится где-то между говорящим и удаленными (в когнитивном смысле) частями мира.
В поздней философии объективность добра определялось либо как направленность на благо всех, на благо человечества, либо в религиозном смысле — как согласие с волей Бога или богов.